# Nikla indyjska
Nikla indyjska (Cajanus cajan) – gatunek rośliny jednorocznej lub dwuletniej z rodziny bobowatych. Pierwotne obszary jego występowania to wschodnia część Indii, gdzie był uprawiany już co najmniej 3000 lat temu.  Obecnie uprawiany w wielu krajach o klimacie tropikalnym, zwłaszcza na Półwyspie Indyjskim, w Afryce i Ameryce Środkowej. Najważniejsze lokalne nazwy: hindi tur dal, arhar dal; ang. pigeon pea, Congo pea; hiszp. gandul.

## Morfologia
ŁodygaWzniesiona lub podnosząca się.
LiściePierzaste trójdzielne, z listkami wąskoeliptycznymi.
KwiatyŻółte kwiatostany do 8 cm długości.
OwocZwisający strąk o długości ok. 4,5–10 cm i szerokości 0,5–1,5 cm. Zawiera kilka spłaszczonych nasion o średnicy 5–6 mm, w kolorach od kremowobiałego poprzez żółtawy do brązowego.

## Zastosowanie
- Roślina uprawna: zaliczana do grupy roślin strączkowych. Uprawiana na smaczne i pożywne nasiona, które do spożycia nadają się po ugotowaniu, w Indiach jako jedna z odmian dalu.
- Jest też rośliną pastewną.

## Bibliografia

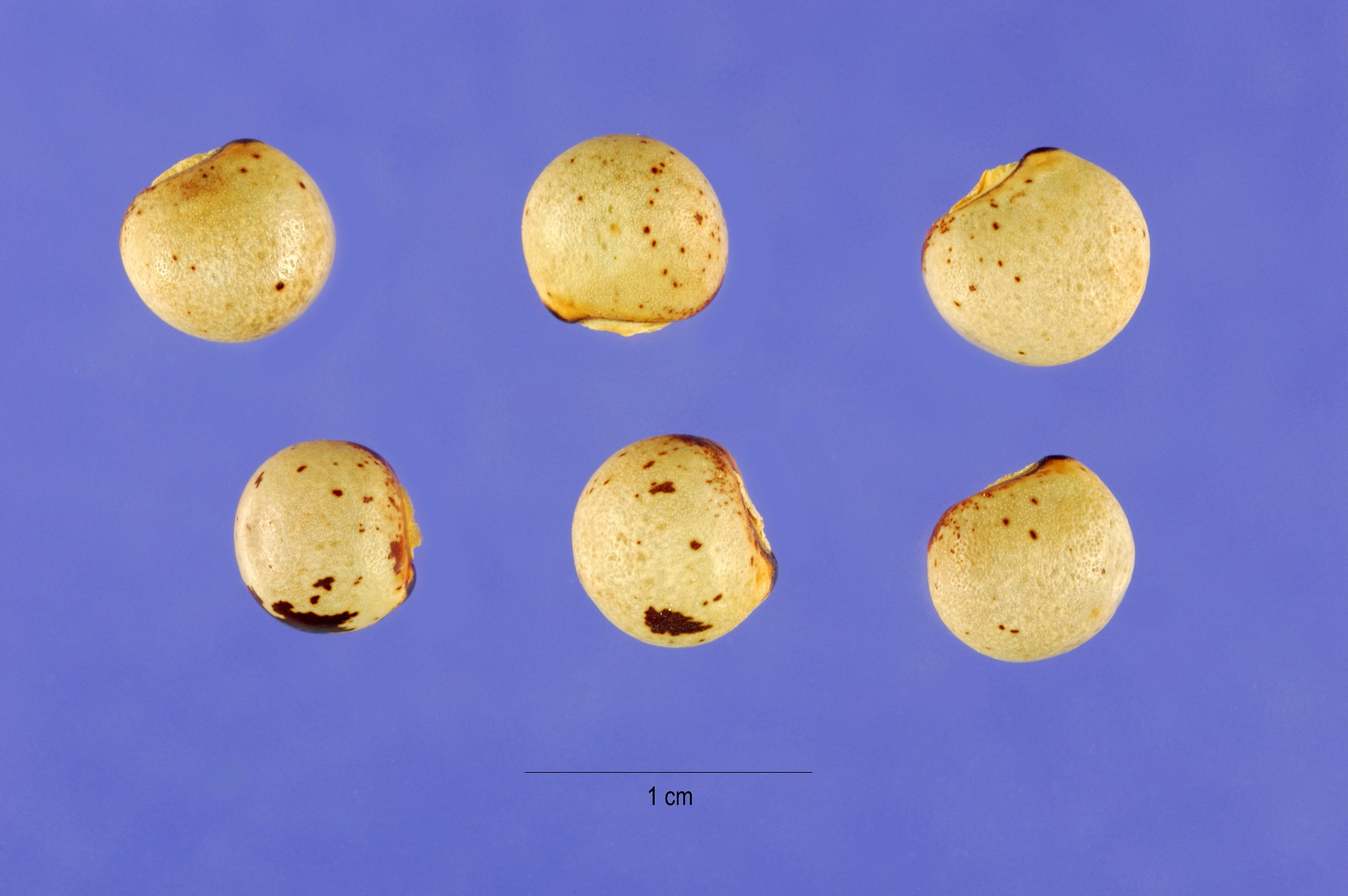
Nasiona
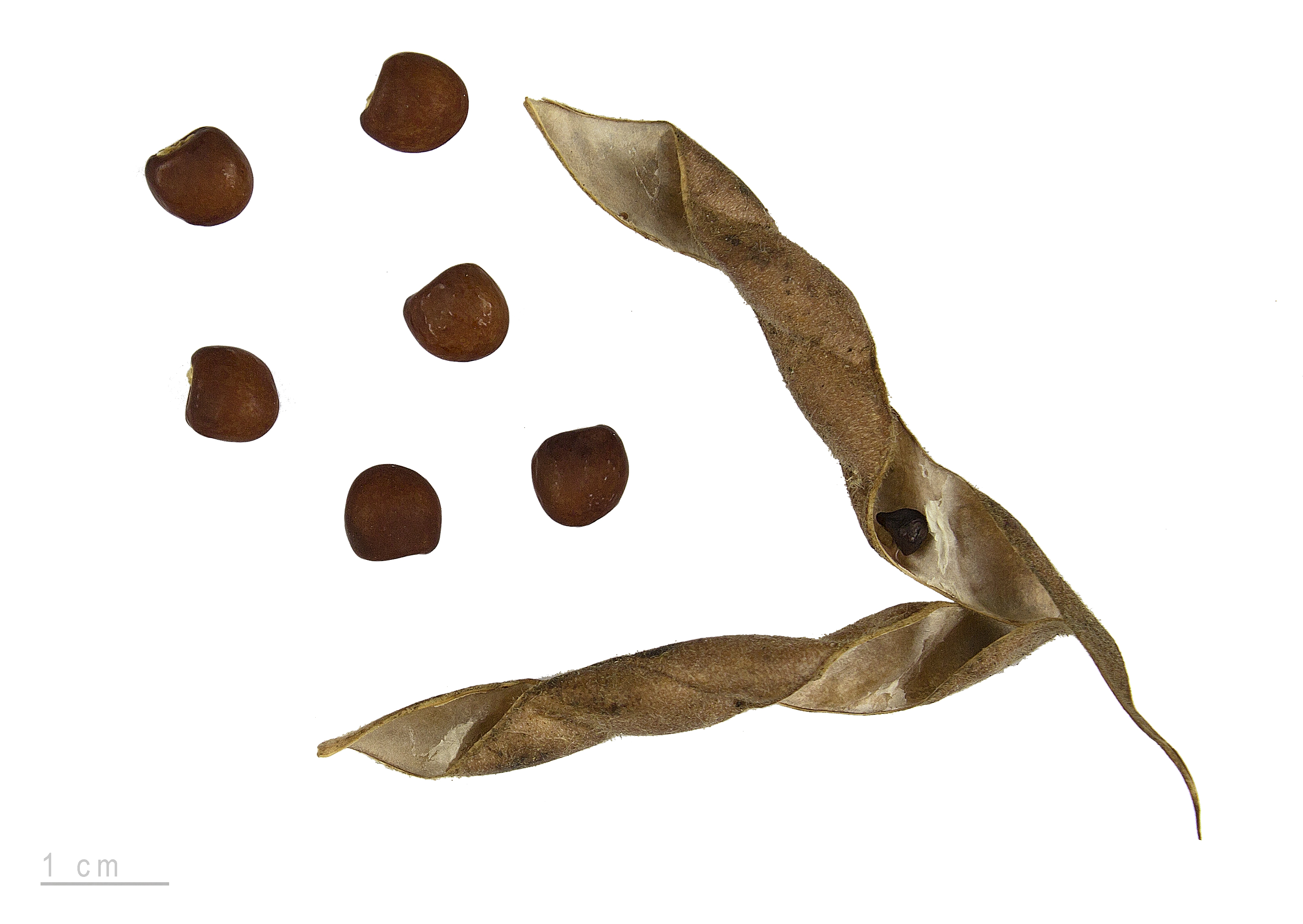
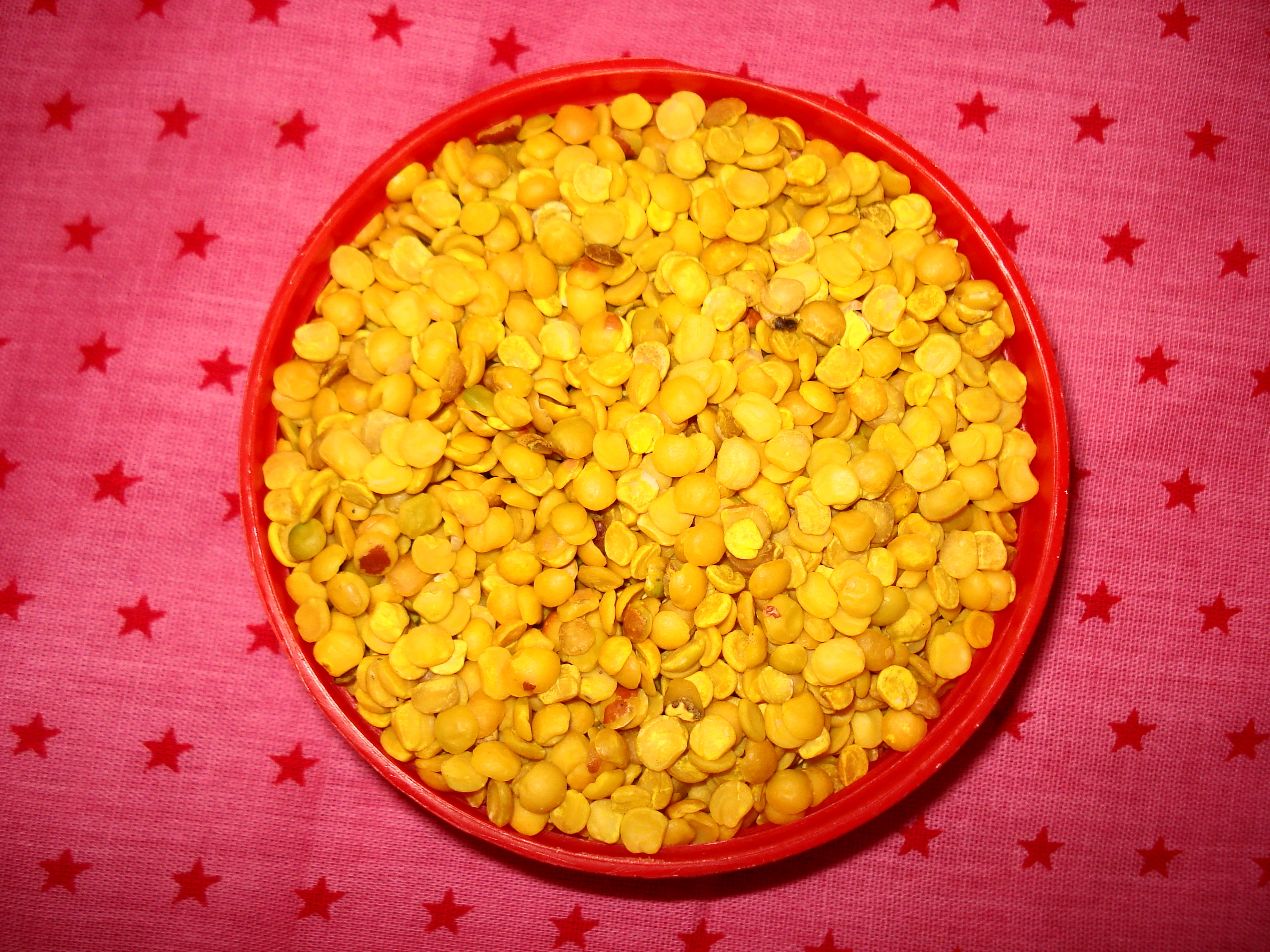
Łuskany tur dhal
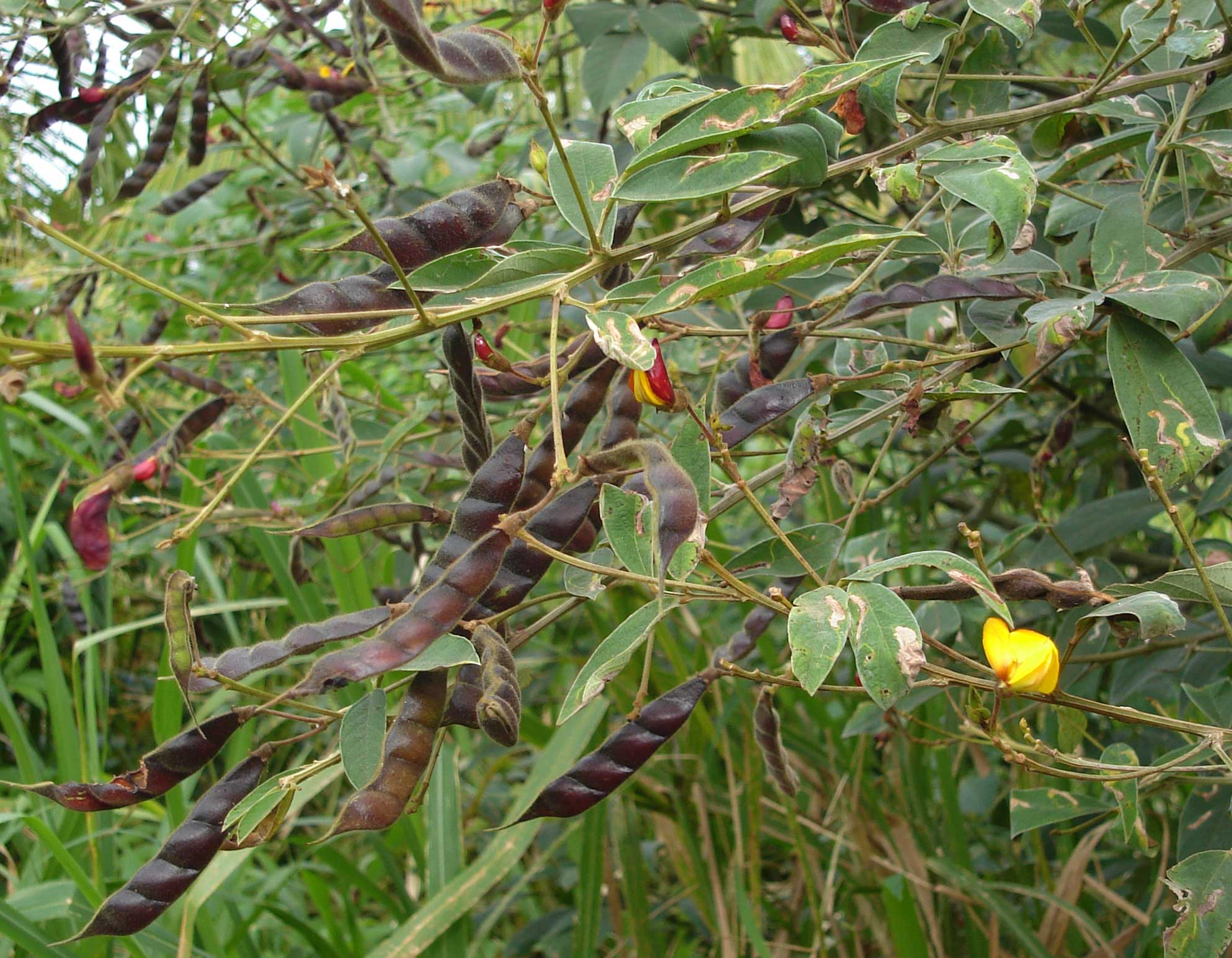
Pokrój